# Melphinyet flavina
Melphinyet flavina is een vlinder uit de familie van de dikkopjes (Hesperiidae). De soort is voor het eerst wetenschappelijk beschreven als Melphina tarace f. flavina door William Harry Evans in een publicatie uit 1937.

## Verspreiding
De soort komt voor in de bossen van Sierra Leone, Ivoorkust, Ghana, Togo, Nigeria, Kameroen, Congo-Kinshasa en Oeganda.

## Waardplanten
De rups leeft op Macaranga hurifolia, Macaranga spinosa  (Euphorbiaceae).